# Thrixspermum borneense
Thrixspermum borneense là một loài thực vật có hoa trong họ Lan. Loài này được (Rolfe) Ridl. miêu tả khoa học đầu tiên năm 1896.